# شهرستان بژژینه
شهرستان بژژینه (به لاتین: Brzeziny County، تلفظ: [bʐɛˈʑinɨ]) یک شهرستان در لهستان است که در استان ووتسکی واقع شده‌ است.

## خصوصیات
شهرستان بژژینه ۳۵۸٫۵۱ کیلومترمربع مساحت و ۳۰٬۶۰۰ نفر جمعیت دارد.